# NGC 900
NGC 900 (również PGC 9079 lub UGC 1843) – galaktyka soczewkowata (S0), znajdująca się w gwiazdozbiorze Barana. Odkrył ją Albert Marth 5 września 1864 roku.